# Emmanuel Skordilis
Emmanuel Skordilis (griego: Εμμανουήλ Σκορδίλης, 1627-35 -1671), también conocido como Emmanouil Skordilis. Fue un pintor griego del Renacimiento. Estuvo activo en Creta en la época en que Emmanuel Tzanes, Elias Moskos y Philotheos Skoufos pintaban en Creta. Pertenece al selecto grupo de pintores griegos que siguieron la maniera greca de influencia veneciana en Creta. Se conservan 68 obras suyas. Es uno de los pocos artistas que no viajaron a las Islas Jónicas y participaron en la Escuela Heptana. Finalmente se estableció en las Cícladas, en el interior de Milo. Christodoulos Kalergis es otro destacado artista griego asociado a las Cícladas, era de Mykonos. Skordilis recibió la influencia de Georgios Klontzas, Michael Damaskinos y Angelos. Skordilis llevó el estilo artístico de Creta a las Cícladas e influyó en innumerables artistas de esa región.

## Historia
Skordilis nació en Creta. Se hizo sacerdote en la isla. Los registros indican que estaba asociado al monasterio de Chryssopigi, en Chania. Los historiadores han llegado a la conclusión de que tenía una relación personal con el monasterio. Hacia 1645, cuando la región cayó en manos de los turcos, viajó a las Cícladas. Finalmente se estableció en la isla de Milo después de 1647. Pintó una gran cantidad de iconos durante su vida. Los historiadores tienen registros de 1647-1671. Una de sus firmas era Χείρ Εμμανουήλ ιερέως Σκορδίλη. El apellido Skordilis era común en Creta. Hubo muchos otros pintores con el mismo apellido. El sacerdote y pintor cretense Antonios Skordilis también estaba asociado a la isla Milo.
Su arte se asemeja a la escuela cretense, pero él perfeccionó el estilo. Al igual que muchos de sus contemporáneos, como Theodore Poulakis y Franghias Kavertzas, Skordilis pintó su propia versión del histórico himno a la Virgen In Thee Rejoiceth. Muchos artistas crearon su propia versión de la obra. El cuadro de Georgios Klontzas fue muy popular entre la comunidad artística. Skordilis también pintó los populares Cinco Santos de Sebasteia. Sus obras se pueden encontrar en todo el mundo, principalmente en Grecia.

## Galería

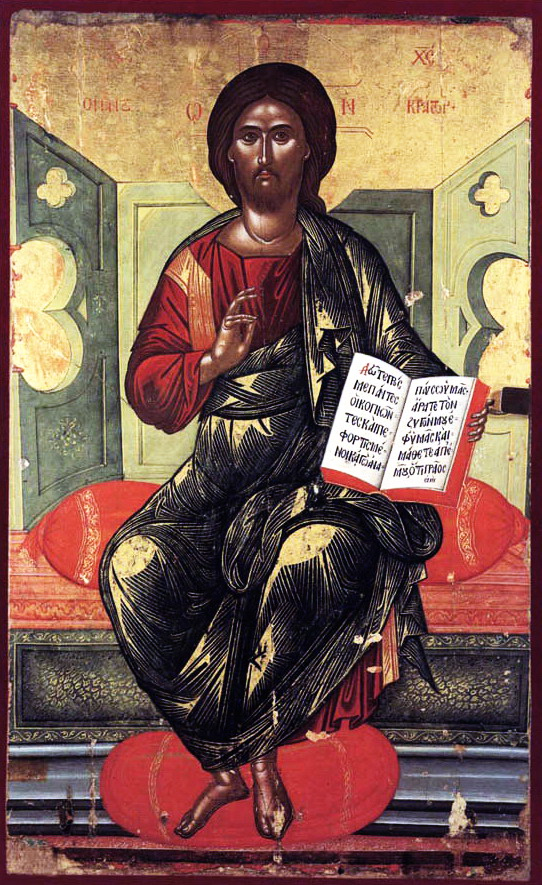
Cristo Pantocrátor
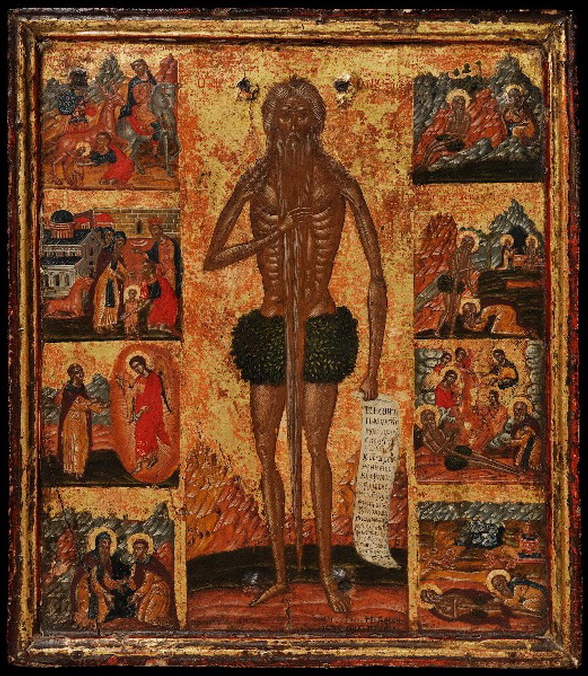
San Onofre
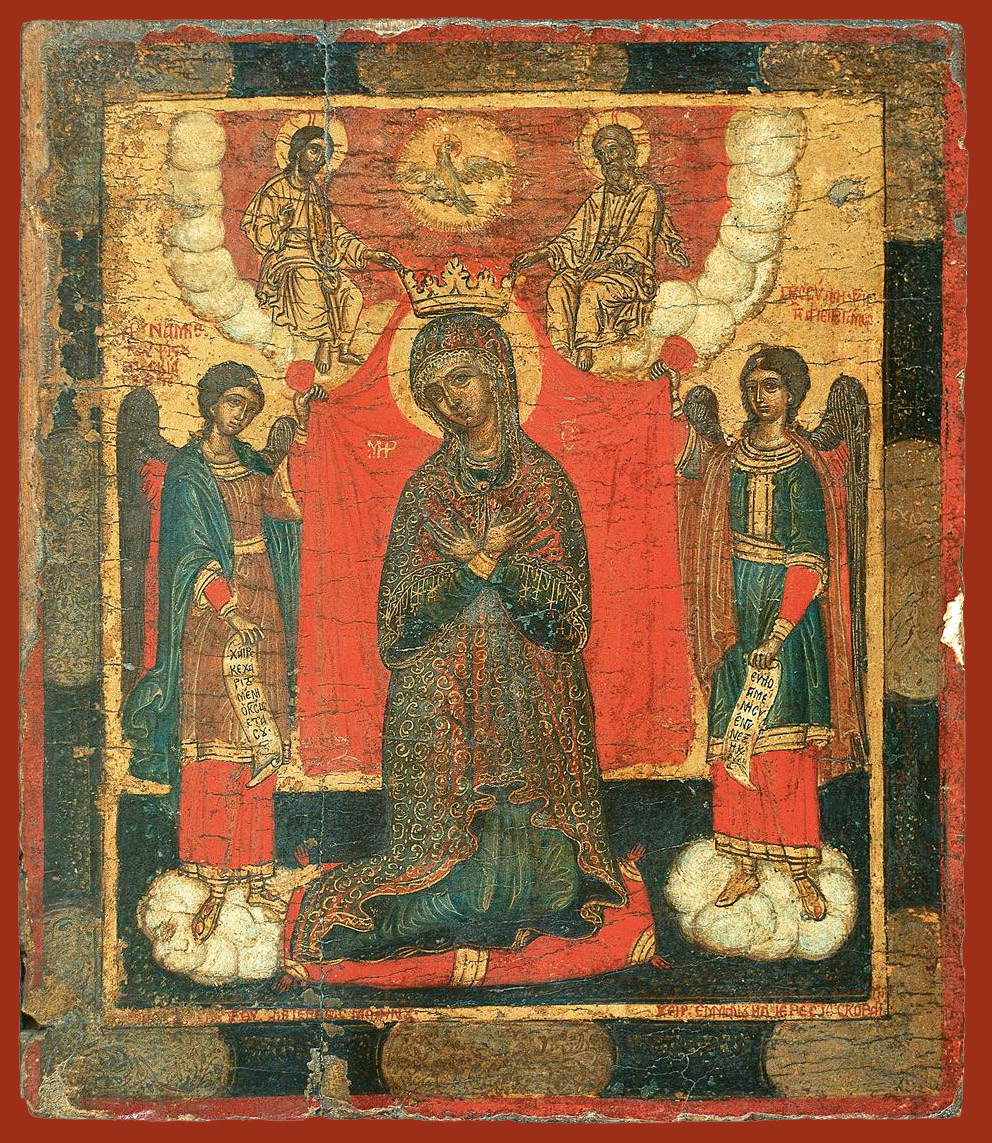
La coronación de la virgen
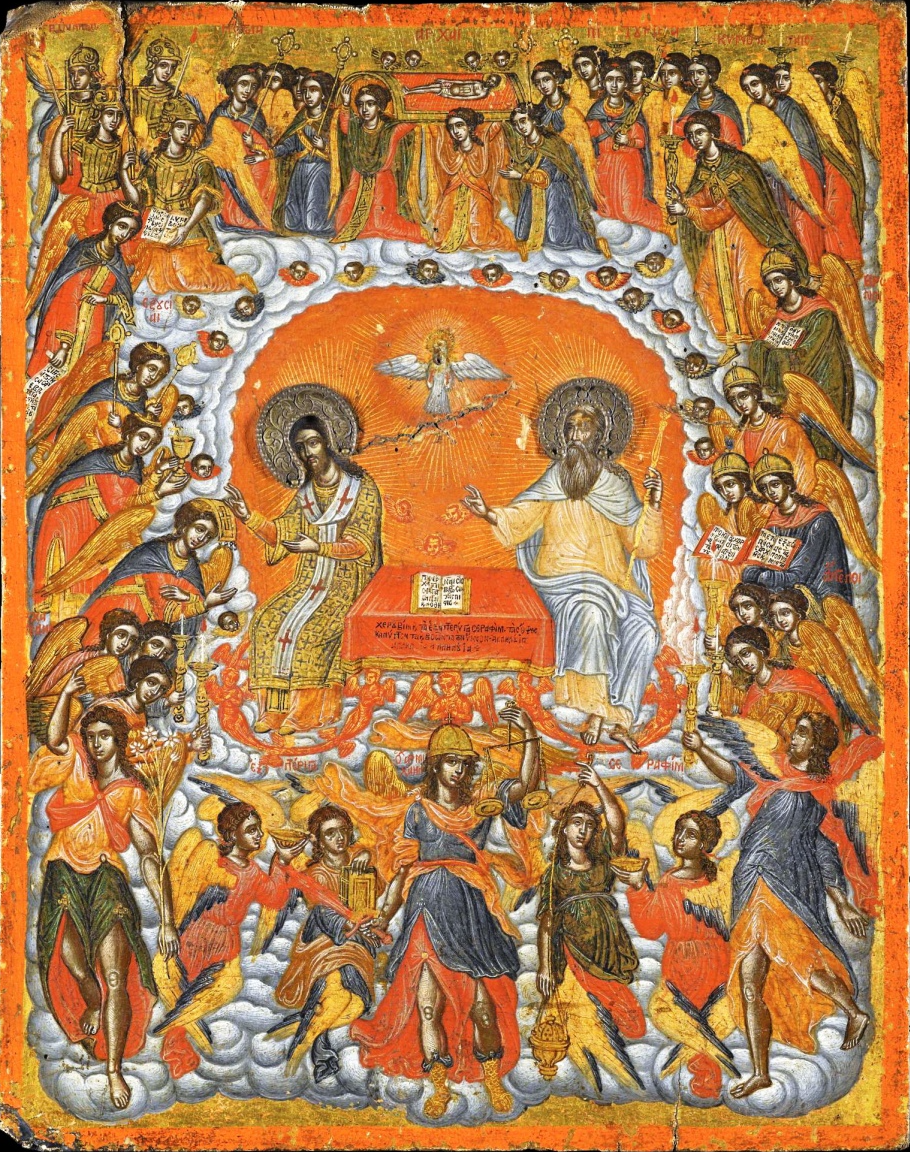
La Divina Liturgia
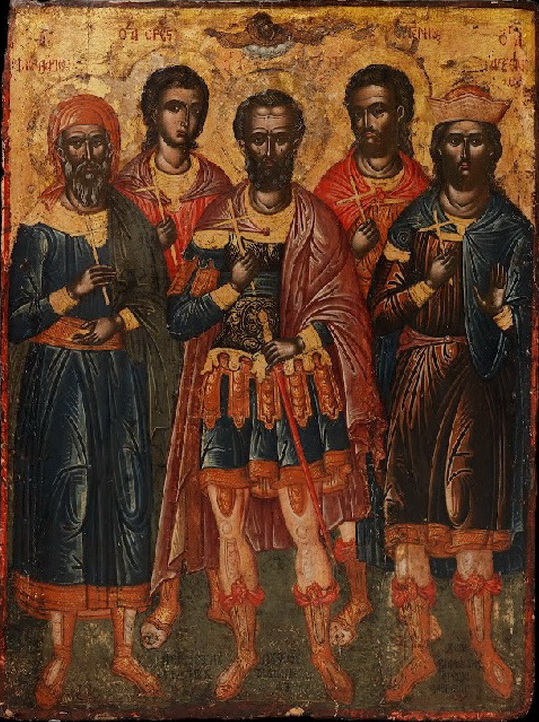
Los cinco santos de Sebasteia

## Obras destacadas
- In Thee Rejoiceth del Monasterio de Panagia Chrysoleontissa en Aegina Grecia
- Coronación de la Virgen Museo Bizantino Atenas Grecia